# Kolwezi
Kolwezi (in der belgischen Kolonialzeit: Mariaville) ist eine Stadt in der Demokratischen Republik Kongo. Die Stadt hat 537500 Einwohner und ist die Hauptstadt der Provinz Lualaba.
Die jüngste Geschichte Kolwezis ist von Armut geprägt. Die Stadt ist wiederkehrend von Cholera-Ausbrüchen betroffen.

## Wirtschaft
Kolwezi ist eine Bergbaustadt im kongolesischen Teil des Copperbelt. Die Region zählt zu den wichtigsten Montanindustriezentren des Landes. Hier gibt es bedeutende Cobalt- und Kupferbergwerke. Zwei Kupferbergwerke gehören der Schweizer Firma Glencore. In der Nähe von Kolwezi gibt es auch Uranvorkommen, die jedoch nicht mehr genutzt werden.
Die Stromrichterstation der HGÜ Inga-Shaba liegt ebenfalls in der Nähe.

## Infrastruktur
Der Flugplatz Kolwezi liegt im Südosten der Stadt. Die Stadt hat eine der wichtigsten Bahnhaltestellen der Benguelabahn. Im Jahr 2023 ist der Betrieb der Benguelabahn auf die Lobito Atlantic Railway übergegangen, welche das Kupfer zum Atlantik transportiert.

## Religion
Die Diakoninnen-Weihe, die der orthodoxe Patriarch von Alexandrien, Theodoros II., im Jahr 2017 in Kolwezi spendete, sorgte weltweit für Aufsehen. Kolwezi ist Sitz des Bistums Kolwezi.

## Bildung
Die Universität von Kolwesi hat die erste digitale Bibliothek der DR Kongo. Kinderarbeit in den Minen ist weitverbreitet.

## Schlacht um Kolwezi
Am 13. Mai 1978 wurde bei der sogenannten Shaba-Invasion Kolwezi als die wichtigste Bergbaustadt der Provinz Katanga durch ca. 4000 Rebellen besetzt. Durch massive Unterstützung von den Vereinigten Staaten von Amerika, Belgien und Frankreich gelang es schließlich den Fallschirmjägern der französischen Fremdenlegion, die sich in der Stadt aufhaltenden Rebellen zu vertreiben, wobei 700 Afrikaner, 280 Europäer und 5 Legionäre den Tod fanden. Fremdenlegionäre des 2. Fremdenregiments der Fallschirmjäger befreiten in der Schlacht um Kolwezi am 19. Mai 1978 mehr als 2000 europäische Geiseln aus der Hand von Rebellen.

## Söhne und Töchter
- Onema Grace Geyoro (* 1997), französische Fußballspielerin
- Serge Kakudji (* 1989), Opernsänger
- Pierre-Célestin Tshitoko Mamba (* 1956), katholischer Geistlicher, Bischof von Luebo